# Distretto di Sumkar
Il distretto di Sumkar, in inglese Sumkar District, è un distretto della Papua Nuova Guinea appartenente alla Provincia di Madang. Ha una superficie di 2.001 km² e 38.000 abitanti (stima nel 2000)